# Миладин Желимир
Миладин Желимир (рођен 1942) је српски сликар.

## Биографија
Рођен је 1942. године у Мостару. Дипломирао је на Факултету ликовних уметности Универзитета уметности у Београду у класи професора Недељка Гвозденовића 1966. и завршио је специјални течај у Београду код истог професора 1969. Самостално је излагао у Мостару 1969, Београду и Сарајеву 1970. и Дубровнику 1971. године. Учествовао је на групним изложбама Удружења ликовних уметника Србије 1967—1972, изложби „Генерација '66” у Београду 1967, Октобарском салону 1970—1971, Мостару, Сарајеву и Љубљани 1971—1973, изложбама графике у Загребу, Битољу, Сплиту и Мостару и на изложби београдског графичког круга 1972. године.